# 13752 Ґрантстоукс
13752 Ґрантстоукс (13752 Grantstokes) — астероїд головного поясу, відкритий 17 вересня 1998 року.
Тіссеранів параметр щодо Юпітера — 3,472.